# بويلي (ألبرتا)
بويلي (بالإنجليزية: Boyle, Alberta)‏ هي قرية تقع في كندا في Athabasca County. يقدر عدد سكانها بـ 916 نسمة ومساحتها 7.28 كم2 .